# Colt Army Модель 1860
Colt Army Модель 1860 — капсульний револьвер одинарної дії під набій .44 калібру, який використовували під час громадянської війни в США розроблений Colt's Manufacturing Company. Його використовували у якості особистої зброї у кавалерії, піхоті, артилерії та на флоті.

## Історія

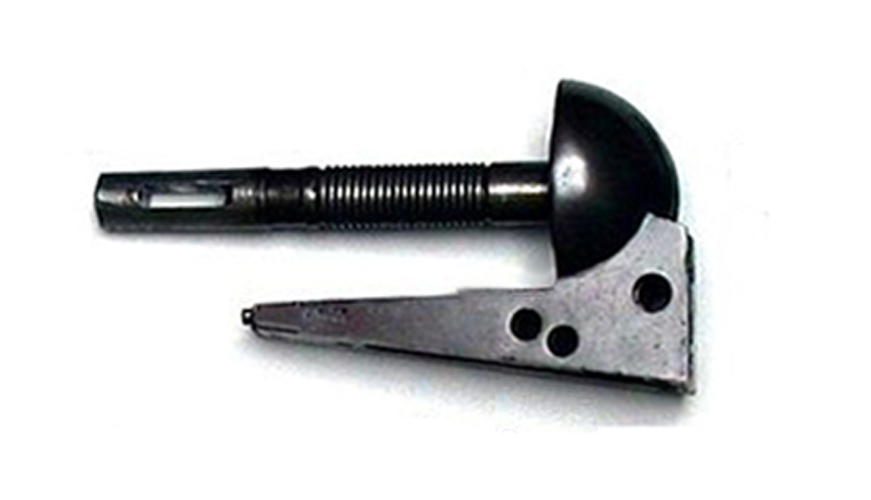
Рамка з штифтом барабану Colt Army '60

Револьвер Colt 1860 Army було розроблено на тій самій рамі, що й револьвер Navy 1851 .36 калібру. Рамка полегшена, що дозволило використовувати ребристі барабани, тому револьвер Army можна заряджати набоями .44 калібру. Ствол револьвера 1860 Army має конічну форму і візуально коротший ніж у 1851 Navy, що дозволяє використовувати у револьвері Army довший барабан. Іншою відмінністю Colt 1860 Army є важіль «повзучий» заряджання від револьвера Colt 1855 Sidehammer.
З 1860 по 1873 роки було випущено 200000 одиниць. Найбільшим покупцем Кольта став уряд США, який замовив і передав у війська не менше 129730 одиниць. Револьвер був лише одинарної дії на шість набоїв з точною стрільбою на відстань від 75 до 10 метрів, фіксовані приціли встановлювалися при виробництві. Мушка була у вигляді прорізу на курку, яку можна було використовувати лише при повному зведенні револьвера.
Револьвер Colt .44 Модель «Army» широко використовували під час Громадянської війни. Він мав обертовий шестизарядний магазин і стріляв свинцевими сферичними кулями діаметром 11,55 мм (0,454 дюйми) або конічними кулями, зазвичай вага заряду чорного пороху важив 30 гран, який підпалювався невеликим мідним ударним капсулем, який містив вибуховий заряд з гримучої ртуті (речовина, яка вибухає при сильному ударі). Після удару курком по капсулю, останній підпалює заряд пороху. Дулова швидкість сферичної кулі становила приблизно 274 м/с, хоча швидкість залежить від об'єму заряду пороху.
Барабан без канавок був «фальцевим», це значить, що тилова частина барабана була меншого діаметру ніж фронтальна. Ствол був закруглений і згладжений в рамку, як і у Моделі 1861 Navy. Рамка, курок та важіль-шомпол мали хіміко-термічну обробку, інші деталі мали синє воронування; накладки на руків'я були суцільною деталлю з горіху; спускова скоба і передня поверхня руків'я зроблені з латуні, задня поверхня руків'я мала синє воронування."
Особливою відмінністю Моделі 1860 була відсутність верхньої планки або будь-яких деталей над барабаном. Вся міцність конструкції полягала у нижній частині рамки та у масивному фіксованому штифті барабана. Це зробило револьвер тоншим і легшим ніж його основний конкурент, Remington Модель 1858, але існувала можливість втрати міцності. Оскільки штифт барабана був фіксований, для зняття барабану необхідно було зняти ствол, на відміну від Моделі 1858, де достатньо було прибрати стопорний штифт барабану.

## Варіанти

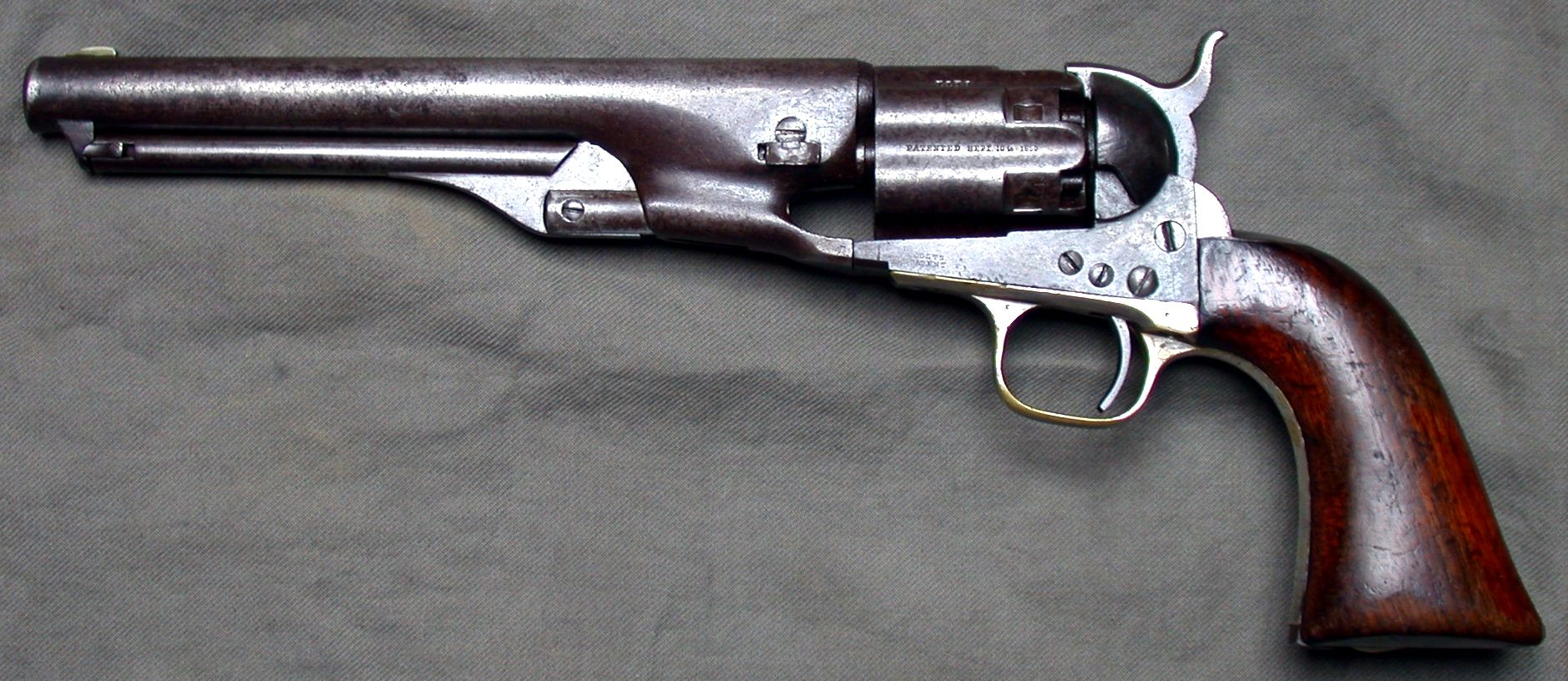
Army 1860 з рифленим барабаном та 7.5-дюймовим стволом серійний № 1158

Варіантів револьвера 1860 Army дуже мало, але була лімітована партія зі стволом довжиною 7,5-дюймів з серійними номерами до 3500 та полегшена модель з канавками на барабані з серійним номерами до 8000. За даними імпортера Cimarron Arms Company, ці револьвери мали назву «Texas Model» оскільки багато револьверів потрапили туди після початку громадянської війни. Метою було використовувати срібну пружинну сталь із контрольованим вмістом вуглецю та більшою міцністю, але стоншений барабан виявився слабким і іноді вибухав Барабани з канавками мали дату патентування 10 вересня 1850, яку штампували в одній з канавок. Фальцовані барабани з серійними номерами понад 8000 мали зображення битви між флотом Техасу і мексиканцями і штампування COLT PATENT NO з чотирма останніми цифрами серійного номеру.
Військові револьвери 1860-х мали подовжені гвинтові dbcnegb з боків рами для кріплення прикладу. Деякі приклади мали порожнини всередині для використання у якості скриньок, а тому отримали прізвисько «canteen stocks» (прикладні скриньки). Приклади зазвичай робили з дерева, але також використовували інші матеріали, наприклад, олово.

## Історія створення
До квітня 1861 року 2230 перших револьверів Кольта було відправлено продавцям південніше лінії Мейсона-Діксона. ВМС США замовили 900 револьверів з рифленими барабанами у травні 1861, які пізніше передали на кораблі, що блокували Атлантику та Мексиканську затоку. Армія США у травні також розмістила своє замовлення і до 4 лютого 1864 року, коли пожежа вивела завод Кольта з ладу до кінця бойових дій, отримала 127157 револьверів.

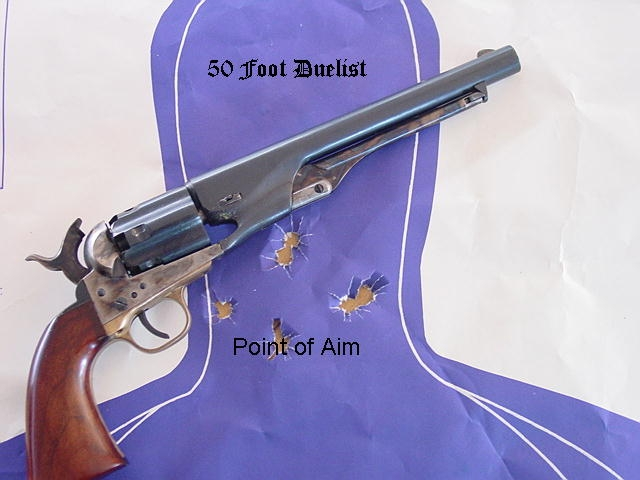
Модель з канавками на барабані.
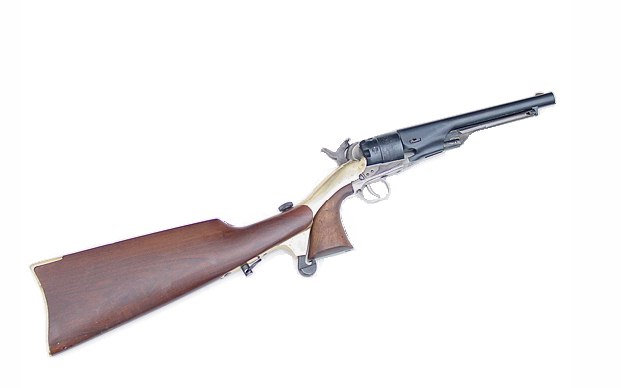
Модель з прикладом.
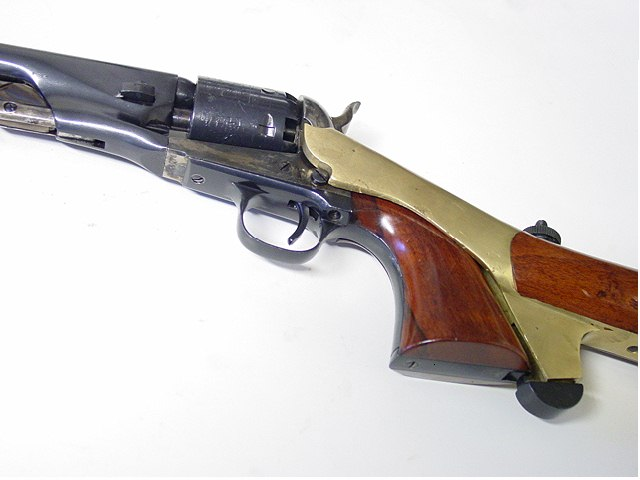
Кріплення прикладу та виступи.

## Експлуатація

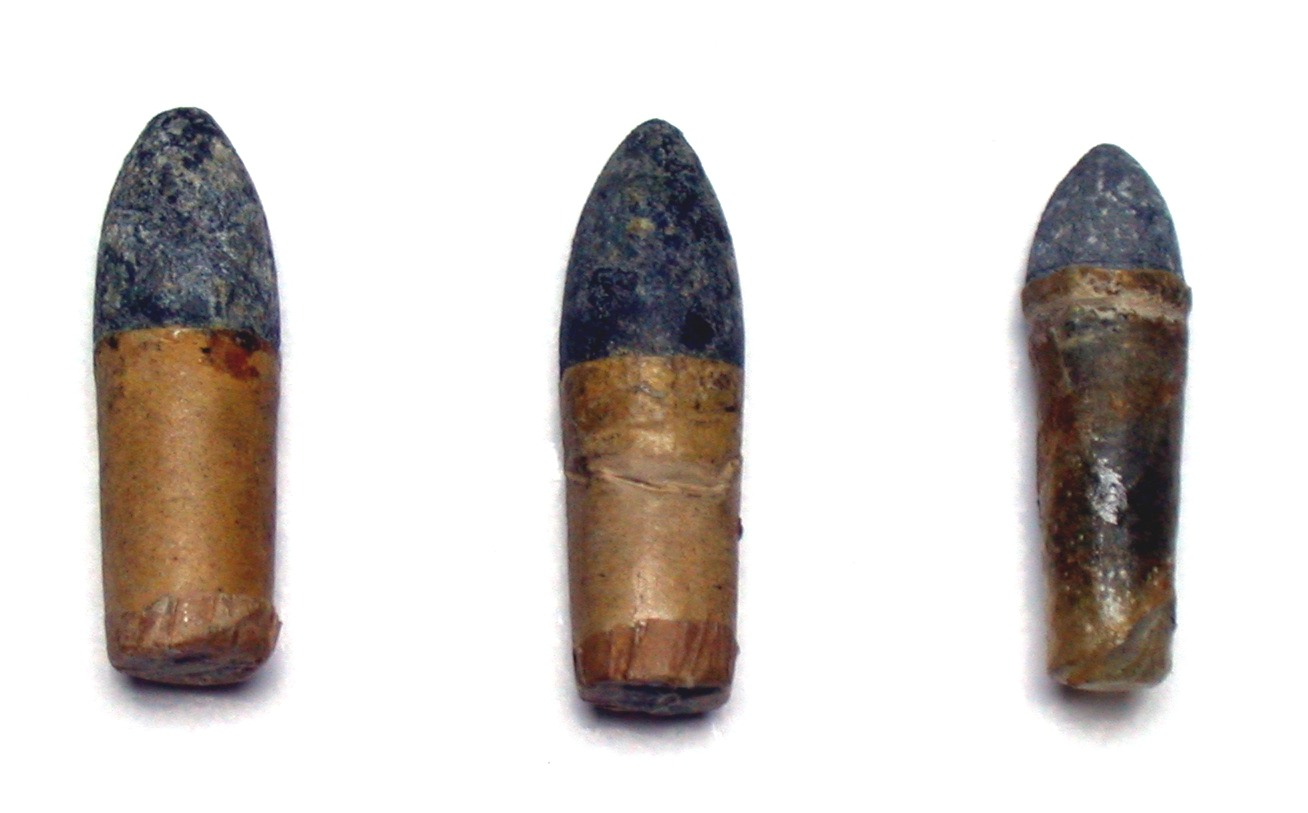
Паперові набої .44 та .36

Заряджання револьверу було довгим оскільки потрібно було зарядити кожну з шести камор у барабані з переду або через дуловий зріз. Відміряну кількість пороху насипали в камору. Далі розташовували свинцеву кулю у отворі камори і заштовхували її за допомогою поворотного шомполу, який розташовувався під стволом. Для герметизації кожної камори, свинцева куля мала більший діаметр 0,454-дюйма-diameter (11,5 мм) ніж камора, а тому при трамбуванні кулі надлишок обрізався кромкою камори. Реконструктори між кулею та порохом часто використовують змащений пиж або використовують смалець чи густе мастило, щоб запобігти ланцюговому вогню під час пострілу.
Солдати 19-го століття при користуванні револьвером Colt Модель 1860 часто заряджали зброю паперовими набоями. Такі набої складалися з виміряного заряду димного пороху та кулі, які загорнуто у нітрований папір (папір який просякнуто нітратом калію та висушено для легкозаймистості). Для заряджання кожної камори достатньо було вставити набій у передню частину барабану і утрамбувати кулю важелем-шомполом. Ударний капсуль розташовували на патрубку у задній частині камори.
Вартість одного револьвера Colt 1860 становила приблизно $20. Це була завелика ціна для 1860-х, як для армії США так і для приватних громадян. Кольта критикували за цю високу ціну і до 1865 року вартість револьвера зменшили до $14,50.
Револьвер Colt «Army» не варто плутати з револьвером Colt «Navy» який мав дві моделі, з восьмикутним стволом Модель 1851 Navy та з круглим стволом Модель 1861 Navy, обидві морські моделі були розроблені під набій .36 калібру. Сучасні репліки револьвера Navy продають під невірний з історичної точки зору набій .44 калібру; оригінальні револьвери Navy випускали лише під набій .36 калібру.